# Het eiland in de verte
Het eiland in de verte is het tiende album van Boudewijn de Groot. Voorafgaand werd de single Hoe moet ik het de stad vertellen uitgebracht dat op 14 januari 2005 een 93e plek bereikte in de Top 100.

## Tracks
Acht tracks zijn van Lennaert Nijgh: deels teksten die na diens overlijden werden gevonden. De overige teksten zijn van de hand van Freek de Jonge, Jan Rot, cabaretier Marcel Verreck en De Groot zelf. Het nummer De zwembadpas gaat over het latere leven van Kees de jongen. Het nummer De vondeling van Ameland is geschreven door De Jonge en staat jaarlijks hoog genoteerd in de Top 2000 van NPO Radio 2.

## Tracklist
1. Unter den Linden - 0:45
2. Berlijn - 5:15
3. Eeuwige Jeugd - 3:11
4. Nergens Heen - 4:26
5. Sonnet voor A - 3:12
6. Het Land van Koning Jan - 4:11
7. Ballade van de Onsterfelijkheid - 2:50
8. De Blauwe Uren - 3:46
9. Op Weg Naar Mijn Lief - 7:22
10. Hoe Moet Ik het de Stad Vertellen? - 3:47
11. De Winter - 4:23
12. De Vondeling van Ameland - 5:10
13. Klok Onder Water - 3:42
14. Het Eiland in de Verte - 3:58
15. De Zwembadpas - 4:55
16. Het Einddoel - 3:57